# Suhr
Suhr é uma comuna da Suíça, no Cantão Argóvia, com cerca de 8.991 habitantes. Estende-se por uma área de 10,93 km², de densidade populacional de 823 hab/km². Confina com as seguintes comunas: Aarau, Buchs, Gränichen, Hunzenschwil, Oberentfelden, Rupperswil, Unterentfelden.
A língua oficial nesta comuna é o Alemão.